# Copenhagen Cup
Der Copenhagen Cup war ein hochrangiges Turnier im Badminton. Es fand jeweils im Januar statt. Austragungsort war Kopenhagen. Nachfolgeturnier des Copenhagen Cups ist das Copenhagen Masters.

## Die Sieger
| Saison | Herreneinzel | Dameneinzel  | Herrendoppel                     | Damendoppel                    | Mixed                    |
| ------ | ------------ | ------------ | -------------------------------- | ------------------------------ | ------------------------ |
| 1980   | Morten Frost | Lene Køppen  | Flemming Delfs Steen Skovgaard   | Gillian Gilks Nora Perry       | –                        |
| 1981   | Lius Pongoh  | Jane Webster | Thomas Kihlström Stefan Karlsson | Gillian Gilks Paula Kilvington | Mike Tredgett Nora Perry |